# 887年
| 千纪： | 1千纪                                                                                           |
| 世纪： | 8世纪 \| 9世纪 \| 10世纪                                                                        |
| 年代： | 850年代 \| 860年代 \| 870年代 \| 880年代 \| 890年代 \| 900年代 \| 910年代                       |
| 年份： | 882年 \| 883年 \| 884年 \| 885年 \| 886年 \| 887年 \| 888年 \| 889年 \| 890年 \| 891年 \| 892年 |
| 纪年： | 丁未年（羊年）；唐光啟三年；南诏贞明承智大同十一年；日本仁和三年                                |

## 大事记
- 日本
  - 8月26日——宇多天皇登基。

## 逝世

### 唐朝
- 高骈，唐朝后期名将（821年出生，66岁）。

### 日本
- 光孝天皇，8月26日逝世，日本第58代天皇（830年出生，57岁）。

### 新罗
- 定康王，姓金名晃，是新罗第五十代君主。